# Арсеньев, Николай Васильевич (генерал-майор)
Николай Васильевич Арсеньев (15 (28) апреля 1901, Санкт-Петербург — 21 сентября 1975, Ленинград) — советский военный деятель, генерал-майор.

## Биография[1][2]
В 1916 году окончил Высшее Петроградское начальное училище.
С 14 апреля 1919 года в Рабоче-крестьянской Красной армии самокатчик отдельной самокатной роты особого назначения. Участник Гражданской войны в России: под Красным селом сражался с белогвардейцами генерала Н. Н. Юденича, на Южном фронте  против банд Н.И. Махно. С января 1920 г. по февраль 1921 г. курсант 1-х Петроградских командных курсов, а затем по июнь 1921 г. 7-х Севастопольских артиллерийских командных курсов. С апреля 1921 г. исполняющий должность командира взвода 14-х командных артиллерийских курсов, а с ноября 1921 г. младший руководитель по артиллерийской стрельбе учебной команды Кронштадтской крепости. С декабря 1921 г. по май 1922 г. курсант Высшей артиллерийской школы командного состава Морских сил Балтийского моря. С мая 1922 г. по ноябрь 1922 г. командира взвода 14-х командных артиллерийских курсов. С ноября 1922 г. командир взвода Кронштадтской учебной команды. С января 1924 г. командир башни 2-й артиллерийской бригады Кронштадтской крепости. С октября 1926 г. командир башни 3-го артиллерийского полка Кронштадтской крепости. С октября 1927 г. помощник командира батареи 3-й артиллерийской бригады Кронштадтской крепости. С октября 1930 г. слушатель класса береговой артиллерии Специальных курсов командного состава ВМС РККА. С октября 1931 г. командир 3-й артиллерийской бригады Морских сил Балтийского моря. С февраля 1933 г. командир 3-й артиллерийский бригады Ижорского укрепленного района Береговой обороны Балтийского моря. С сентября 1933 г. командир 9-й артиллерийской бригады Владивостокского укрепленного района Тихоокеанского флота. С июня 1936 г. помощник коменданта Владивостокского УРа по артиллерии. С мая 1938 г. комендант Владивостокского УР. Член ВКП(б) с 1938 года. С февраля 1939 г. командир Владивостокского сектора Береговой обороны Тихоокеанского флота.
В связи с введением генеральских званий в РККА 04.06.1940 Н.В. Арсеньеву переаттестован в генерал-майора береговой службы.
С начала Великой Отечественной войны оставался в прежней должности. С января 1943 г. начальник 2-го отдела Управления береговой обороны ВМФ СССР. С апреля 1944 года назначен начальником управления береговой обороной Краснознамённого Балтийского флота. Николай Васильевич Арсеньев принял участие в организации и руководстве береговой обороной Ленинграда и Новороссийска. Отмечен приказом Верхового Главнокомандующего за помощь войскам Ленинградского фронта в наступлении и взятии г. Териоки (Зеленогорск), совместно с командованием 59-й армии принимал участие в захвате островов Финского залива.
После войны в прежней должности. С марта 1947 г. назначен генерал-инспектором Береговой обороны Главной инспекции (с мая 1948 года Инспекции) Вооружённых сил СССР, затем с марта 1950 г. генерал-инспектор по береговой обороне, морской пехоте и сухопутным войскам Главной инспекции ВМС. С декабря 1950 г. начальник курсов офицерского состава Береговой обороны. С декабря 1953 г. на должности начальника Высших курсов офицерского состава береговой артиллерии - заместителя начальника училища Береговой обороны ВМС. С апреля 1955 г. назначен на должность командующего береговой обороны 8-го ВМФ, который с января 1956 г. стал именоваться Краснознамённым Балтийским флотом.
В отставке с марта 1957 года.
Скончался 21 сентября 1975 года в Ленинграде, где был похоронен.

## Воинские звания
Комбриг — 28.03.1939;
Генерал-майор береговой службы — 04.06.1940;
Генерал-майор артиллерии — 05.05.1952.

## Награды[2]
- Орден Красного Знамени трижды — 22.06.1944, 03.11.1944, 20.05.1949;
- Орден Ленина дважды — 16.08.1936, 21.02.1945;
- Орден Нахимова II степени — 17.07.1945;
- Медаль «За оборону Ленинграда» — 22.12.1942;
- Медаль «За победу над Германией в Великой Отечественной войне 1941—1945 гг.» — 09.05.1945;
- Медаль «За взятие Кенигсберга» — 09.06.1945;
- Медаль «XX лет РККА» (1938).